# 上阿特乌里亚赫
上阿特乌里亚赫（羅馬化：Verkhniy At-Uryakh）是俄罗斯马加丹州已废弃的市级镇，属亚戈德诺耶区，地处马加丹州西部，在区行政中心亚戈德诺耶东北、州府马加丹北偏西方。小阿特乌里亚赫河（Малый Ат-Урях）流经其南部。
建于1953年，同年设市级镇。该地2021年人口有0人；2010年人口0；2002年人口61；1989年人口1,258。